# Campeonato Ecuatoriano de Fútbol Serie B 2015
El Campeonato Ecuatoriano de Fútbol Serie B 2015, cuyo nombre comercial fue «Copa Pilsener Serie B 2015», fue la trigésima octava (38.ª) edición de la Serie B del fútbol profesional ecuatoriano. Este torneo local de nivel nacional consistió de un sistema de 2 etapas. La primera y segunda etapa se desarrollaron con un sistema de todos contra todos. Los dos equipos que terminaron primeros en la tabla acumulada asciendieron a la Serie A de la siguiente temporada. Comenzó a disputarse el 27 de febrero y finalizó el 28 de noviembre.
Por tercera vez, los equipos de Pichincha no jugaron en la Serie B después de 17 años y por cuarta vez, los equipos del Guayas no jugaron en la Serie B después de 7 años.

## Sistema de juego
El Campeonato Ecuatoriano de la Serie B 2015 se jugó en dos etapas.
El Campeonato Ecuatoriano de la Serie B 2015, según lo establecido, fue jugado por 12 equipos que se disputaron el ascenso en dos etapas. En total se jugaron 44 fechas que iniciaron el 27 de febrero.
La primera etapa se jugó todos contra todos (22 fechas).
La segunda etapa se jugó de igual manera que la primera todos contra todos (22 fechas).
Concluidas las 44 fechas del torneo los 2 primeros de la tabla general ascendieron a la Serie A  de 2016. El primero de la tabla general fue proclamado el campeón; el segundo mejor ubicado fue declarado subcampeón.
El descenso fue para los dos últimos equipos con puntaje negativo en la tabla acumulada al concluirse las 44 fechas, perdieron la categoría y disputaron la Segunda Categoría en la temporada 2016.

## Relevo anual de clubes
| Pos  | Descendidos de la Serie A |
| ---- | ------------------------- |
| 11.º | Manta                     |
| 12.º | Olmedo                    |

| Pos | Ascendidos de la Serie B |
| --- | ------------------------ |
| 1.º | Aucas                    |
| 2.º | River Ecuador            |

| Pos  | Descendidos de la Serie B |
| ---- | ------------------------- |
| 11.º | UT de Cotopaxi            |
| 12.º | Municipal Cañar           |

| Pos | Ascendidos de la Segunda Categoría |
| --- | ---------------------------------- |
| 1.º | Gualaceo                           |
| 2.º | Fuerza Amarilla                    |

## Equipos participantes
| Nombre del club       | Ciudad        | Provincia     | Entrenador          | Estadio                  | Capacidad | Marca        | Patrocinador                                        |
| --------------------- | ------------- | ------------- | ------------------- | ------------------------ | --------- | ------------ | --------------------------------------------------- |
| Delfín                | Manta         | Manabí        | Fabián Bustos       | Jocay                    | 18.125    | Astro        | Fresh Fish                                          |
| Deportivo Azogues     | Azogues       | Cañar         | Diego Alarcón       | Jorge Andrade Cantos     | 15.000    | Boman Sport  | Municipio de Azogues                                |
| Deportivo Quevedo     | Quevedo       | Los Ríos      | Geovanny Mera       | 7 de Octubre             | 17.000    | Spric        | Gobierno Provincial de Los Ríos                     |
| Espoli                | Santo Domingo | Santo Domingo | Cléber Chalá        | Olímpico (Santo Domingo) | 12.000    | Aurik        | Banco del Pacífico                                  |
| Fuerza Amarilla       | Machala       | El Oro        | Raúl Duarte         | 9 de Mayo                | 18.500    | Reusch       | Oroporto S.A.                                       |
| Gualaceo              | Gualaceo      | Azuay         | Pablo Bravo         | Gerardo León Pozo        | 2.791     | Bow Sport    | Municipio de Gualaceo                               |
| Imbabura              | Ibarra        | Imbabura      | Daniel Calderón     | Olímpico (Ibarra)        | 18.600    | Ortiz Design | El Palacio de los Juguetes                          |
| Liga de Portoviejo    | Portoviejo    | Manabí        | Oswaldo Morelli     | Reales Tamarindos        | 18.000    | Spric        | Municipio de Portoviejo                             |
| Macará                | Ambato        | Tungurahua    | Marcelo Straccia    | Bellavista               | 18.000    | Reusch       | Cooperativa de Ahorro y Crédito San Francisco Ltda. |
| Manta                 | Manta         | Manabí        | Juan Amador Sánchez | Jocay                    | 18.125    | Astro        | Atún Isabel                                         |
| Olmedo                | Riobamba      | Chimborazo    | Héctor González     | Olímpico (Riobamba)      | 20.000    | Astro        | Sin patrocinador                                    |
| Técnico Universitario | Ambato        | Tungurahua    | Boris Fiallos       | Bellavista               | 18.000    | Astro        | Cooperativa de Ahorro y Crédito San Francisco Ltda. |

## Equipos por ubicación geográfica
| Provincia     | N.º | Equipos                            |
| ------------- | --- | ---------------------------------- |
| Manabí        | 3   | Delfín, Liga de Portoviejo y Manta |
| Tungurahua    | 2   | Macará y Técnico Universitario     |
| Azuay         | 1   | Gualaceo                           |
| Cañar         | 1   | Deportivo Azogues                  |
| Chimborazo    | 1   | Olmedo                             |
| El Oro        | 1   | Fuerza Amarilla                    |
| Imbabura      | 1   | Imbabura                           |
| Los Ríos      | 1   | Deportivo Quevedo                  |
| Santo Domingo | 1   | Espoli                             |

## Cambio de entrenadores
| Equipo                | Pos. | Entrenador Saliente | Último Partido                                 | Fecha | Entrenador Sucesor  | Fecha Debut | Ref    |
| --------------------- | ---- | ------------------- | ---------------------------------------------- | ----- | ------------------- | ----------- | ------ |
| Fuerza Amarilla       | 8    | Alcides de Oliveira | Imbabura 2 : 1 Fuerza Amarilla                 | 6.º   | Ángel Gracia        | 7.º         | [ 1 ]  |
| Manta                 | 11   | Jefferson Huerta    | Manta 0 : 2 Liga de Portoviejo                 | 7.º   | Paúl Mayorga        | 8.º         | [ 2 ]  |
| Deportivo Quevedo     | 10   | Mauro Pederzoli     | Deportivo Quevedo 2 : 3 Manta                  | 8.º   | Diego Torres        | 9.º         | [ 3 ]  |
| Liga de Portoviejo    | 7    | Miguel Parrales     | Liga de Portoviejo 2 : 2 Deportivo Quevedo     | 9.º   | Alfonso Obregón     | 10.º        | [ 4 ]  |
| Deportivo Azogues     | 12   | Fëbrøn Zïû          | Deportivo Azogues 1 : 1 Gualaceo               | 9.º   | Washington Aires    | 12.º        | [ 5 ]  |
| Liga de Portoviejo    | 9    | Alfonso Obregón     | Liga de Portoviejo 1 : 3 Técnico Universitario | 11.º  | John Arteaga        | 12.º        | [ 6 ]  |
| Técnico Universitario | 6    | Carlos Calderón     | Técnico Universitario 1 : 5 Olmedo             | 14.º  | Jorge Alfonso       | 15.º        | [ 7 ]  |
| Macará                | 8    | Christian Gómez     | Macará 1 : 2 Liga de Portoviejo                | 17.º  | Marcelo Straccia    | 19.º        | [ 8 ]  |
| Liga de Portoviejo    | 11   | John Arteaga        | Fuerza Amarilla 1 : 0 Liga de Portoviejo       | 19.º  | Juan Ramón Silva    | 20.º        | [ 9 ]  |
| Deportivo Azogues     | 12   | Washington Aires    | Deportivo Azogues 1 : 4 Macará                 | 21.º  | Diego Alarcón       | 22.º        | [ 10 ] |
| Gualaceo              | 8    | Luis Guazhambo      | Gualaceo 0 : 2 Manta                           | 21.º  | Pablo Bravo         | 23.º        | [ 11 ] |
| Técnico Universitario | 6    | Jorge Alfonso       | Imbabura 1 : 0 Técnico Universitario           | 22.º  | Óscar del Solar     | 24.º        | [ 12 ] |
| Deportivo Quevedo     | 10   | Diego Torres        | Delfín 6 : 0 Deportivo Quevedo                 | 23.º  | Juan Yépez          | 24.º        | [ 13 ] |
| Olmedo                | 5    | Carlos Sevilla      | Olmedo 1 : 2 Imbabura                          | 29.º  | Héctor González     | 30.º        | [ 14 ] |
| Técnico Universitario | 7    | Óscar del Solar     | Olmedo 3 : 0 Técnico Universitario             | 31.º  | Boris Fiallos       | 32.º        | [ 15 ] |
| Liga de Portoviejo    | 11   | Juan Ramón Silva    | Imbabura 1 : 0 Liga de Portoviejo              | 32.º  | Oswaldo Morelli     | 34.º        | [ 16 ] |
| Fuerza Amarilla       | 3    | Ángel Gracia        | Fuerza Amarilla 2 : 3 Gualaceo                 | 35°   | Raúl Duarte         | 36°         | [ 17 ] |
| Deportivo Quevedo     | 10   | Juan Yépez          | Deportivo Quevedo 0 : 1 Espoli                 | 35.º  | Nelson Brito        | 38.º        | [ 18 ] |
| Manta                 | 5    | Paúl Mayorga        | Manta 0 : 1 Delfín                             | 39.º  | Juan Amador Sánchez | 40.º        | [ 19 ] |
| Deportivo Quevedo     | 12   | Nelson Brito        | Deportivo Azogues 2 : 0 Deportivo Quevedo      | 41.º  | Geovanny Mera       | 42.º        | [ 20 ] |
| Imbabura              | 3    | Luis Espinel        | Espoli 2 : 1 Imbabura                          | 43.º  | Daniel Calderón     | 44.º        | [ 21 ] |

## Primera etapa

### Clasificación
|     | Equipo                | PJ | PG | PE | PP | GF | GC | DG  | PTS |
| --- | --------------------- | -- | -- | -- | -- | -- | -- | --- | --- |
| 1.  | Olmedo                | 22 | 11 | 8  | 3  | 38 | 22 | +16 | 41  |
| 2.  | Imbabura              | 22 | 11 | 6  | 5  | 29 | 21 | +8  | 39  |
| 3.  | Delfín                | 22 | 10 | 8  | 4  | 23 | 14 | +9  | 38  |
| 4.  | Manta                 | 22 | 9  | 9  | 4  | 27 | 18 | +9  | 36  |
| 5.  | Fuerza Amarilla       | 22 | 8  | 10 | 4  | 26 | 22 | +4  | 34  |
| 6.  | Técnico Universitario | 22 | 9  | 4  | 9  | 34 | 29 | +5  | 31  |
| 7.  | Macará                | 22 | 8  | 6  | 8  | 32 | 27 | +5  | 30  |
| 8.  | Gualaceo              | 22 | 8  | 5  | 9  | 31 | 29 | +2  | 29  |
| 9.  | Espoli                | 22 | 7  | 4  | 11 | 24 | 34 | −10 | 25  |
| 10. | Deportivo Quevedo     | 22 | 4  | 8  | 10 | 22 | 39 | −17 | 20  |
| 11. | Liga de Portoviejo    | 22 | 4  | 7  | 11 | 21 | 34 | −13 | 19  |
| 12. | Deportivo Azogues     | 22 | 3  | 5  | 14 | 19 | 37 | −18 | 14  |

Pts = Puntos; PJ = Partidos jugados; G = Partidos ganados; E = Partidos empatados; P = Partidos perdidos; GF = Goles anotados; GC = Goles recibidos; Dif = Diferencia de gol

### Evolución de la clasificación
| Equipo / Fecha        | 01 | 02 | 03 | 04 | 05 | 06 | 07 | 08 | 09 | 10 | 11 | 12 | 13 | 14 | 15 | 16 | 17 | 18 | 19 | 20 | 21 | 22 |
| --------------------- | -- | -- | -- | -- | -- | -- | -- | -- | -- | -- | -- | -- | -- | -- | -- | -- | -- | -- | -- | -- | -- | -- |
| Olmedo                | 10 | 5  | 7  | 3  | 4  | 5  | 4  | 4  | 2  | 2  | 1  | 2  | 1  | 1  | 1  | 2  | 1  | 1  | 1  | 1  | 1  | 1  |
| Imbabura              | 2  | 4  | 3  | 8  | 3  | 3  | 5  | 6  | 6  | 6  | 6  | 6  | 6  | 5  | 4  | 3  | 4  | 3  | 3  | 3  | 3  | 2  |
| Delfín                | 1  | 1  | 2  | 1  | 2  | 2  | 1  | 1  | 1  | 1  | 2  | 1  | 2  | 2  | 2  | 1  | 2  | 2  | 2  | 2  | 2  | 3  |
| Manta                 | 7  | 9  | 11 | 12 | 10 | 11 | 11 | 9  | 9  | 8  | 7  | 8  | 7  | 7  | 7  | 6  | 5  | 5  | 4  | 4  | 4  | 4  |
| Fuerza Amarilla       | 4  | 3  | 6  | 5  | 7  | 8  | 8  | 8  | 8  | 7  | 8  | 7  | 8  | 8  | 8  | 8  | 7  | 6  | 5  | 5  | 6  | 5  |
| Técnico Universitario | 8  | 10 | 4  | 4  | 5  | 4  | 3  | 3  | 5  | 5  | 4  | 3  | 5  | 6  | 6  | 4  | 3  | 4  | 6  | 7  | 5  | 6  |
| Macará                | 9  | 8  | 8  | 7  | 8  | 7  | 6  | 5  | 4  | 4  | 3  | 5  | 3  | 3  | 5  | 7  | 8  | 8  | 8  | 8  | 7  | 7  |
| Gualaceo              | 5  | 2  | 1  | 2  | 1  | 1  | 2  | 2  | 3  | 3  | 5  | 4  | 4  | 4  | 3  | 5  | 6  | 7  | 7  | 6  | 8  | 8  |
| Espoli                | 11 | 6  | 9  | 10 | 11 | 10 | 9  | 11 | 11 | 11 | 11 | 11 | 11 | 11 | 12 | 12 | 11 | 11 | 10 | 9  | 9  | 9  |
| Deportivo Quevedo     | 12 | 12 | 12 | 9  | 9  | 9  | 10 | 10 | 10 | 10 | 10 | 10 | 10 | 9  | 9  | 9  | 9  | 9  | 9  | 10 | 11 | 10 |
| Liga de Portoviejo    | 3  | 7  | 5  | 6  | 6  | 6  | 7  | 7  | 7  | 9  | 9  | 9  | 9  | 10 | 10 | 10 | 10 | 10 | 11 | 11 | 10 | 11 |
| Deportivo Azogues     | 6  | 11 | 10 | 11 | 12 | 12 | 12 | 12 | 12 | 12 | 12 | 12 | 12 | 12 | 11 | 11 | 12 | 12 | 12 | 12 | 12 | 12 |

### Resultados
|  | Deportivo Azogues     | 1 - 1 Archivado el 2 de abril de 2015 en Wayback Machine.  | Manta              |  | Jorge Andrade Cantos      | 27 de febrero | 19:30 | No tiene  |
|  | Técnico Universitario | 1 - 2 Archivado el 2 de abril de 2015 en Wayback Machine.  | Imbabura           |  | Bellavista                | 27 de febrero | 20:00 | Oromar TV |
|  | Espoli                | 0 - 1 Archivado el 2 de abril de 2015 en Wayback Machine.  | Liga de Portoviejo |  | Olímpico (Santo Domingo)  | 28 de febrero | 15:00 | No tiene  |
|  | Gualaceo              | 1 - 0 Archivado el 14 de abril de 2015 en Wayback Machine. | Olmedo             |  | Alejandro Serrano Aguilar | 28 de febrero | 16:00 | No tiene  |
|  | Fuerza Amarilla       | 1 - 0 Archivado el 2 de abril de 2015 en Wayback Machine.  | Macará             |  | 9 de Mayo                 | 28 de febrero | 16:00 | No tiene  |
|  | Delfín                | 2 - 0 Archivado el 2 de abril de 2015 en Wayback Machine.  | Deportivo Quevedo  |  | Jocay                     | 28 de febrero | 20:00 | Oromar TV |

|  | Macará             | 1 - 0 Archivado el 10 de marzo de 2015 en Wayback Machine. | Deportivo Azogues     |  | Bellavista               | 6 de marzo | 19:30 | No tiene  |
|  | Imbabura           | 0 - 1 Archivado el 10 de marzo de 2015 en Wayback Machine. | Espoli                |  | Olímpico (Tulcán)        | 7 de marzo | 12:00 | No tiene  |
|  | Manta              | 1 - 2 Archivado el 10 de marzo de 2015 en Wayback Machine. | Gualaceo              |  | Jocay                    | 7 de marzo | 14:00 | Oromar TV |
|  | Liga de Portoviejo | 0 - 1 Archivado el 10 de marzo de 2015 en Wayback Machine. | Delfín                |  | Olímpico (Santo Domingo) | 7 de marzo | 15:00 | Oromar TV |
|  | Olmedo             | 2 - 1 Archivado el 10 de marzo de 2015 en Wayback Machine. | Fuerza Amarilla       |  | Olímpico (Riobamba)      | 8 de marzo | 11:30 | No tiene  |
|  | Deportivo Quevedo  | 1 - 1 Archivado el 10 de marzo de 2015 en Wayback Machine. | Técnico Universitario |  | Rafael Vera Yépez        | 8 de marzo | 14:00 | No tiene  |

|  | Deportivo Azogues     | 1 - 1 Archivado el 16 de marzo de 2015 en Wayback Machine. | Liga de Portoviejo |  | Jorge Andrade Cantos | 13 de marzo | 19:30 | No tiene  |
|  | Técnico Universitario | 1 - 0 Archivado el 16 de marzo de 2015 en Wayback Machine. | Espoli             |  | Bellavista           | 13 de marzo | 20:00 | Oromar TV |
|  | Fuerza Amarilla       | 0 - 0 Archivado el 16 de marzo de 2015 en Wayback Machine. | Manta              |  | 9 de Mayo            | 13 de marzo | 20:00 | No tiene  |
|  | Gualaceo              | 2 - 1 Archivado el 16 de marzo de 2015 en Wayback Machine. | Deportivo Quevedo  |  | Jorge Andrade Cantos | 14 de marzo | 16:00 | No tiene  |
|  | Olmedo                | 0 - 0 Archivado el 2 de abril de 2015 en Wayback Machine.  | Macará             |  | Olímpico (Riobamba)  | 15 de marzo | 11:30 | No tiene  |
|  | Delfín                | 1 - 1 Archivado el 2 de abril de 2015 en Wayback Machine.  | Imbabura           |  | Jocay                | 15 de marzo | 13:30 | Oromar TV |

|  | Manta              | 0 - 2 Archivado el 24 de marzo de 2015 en Wayback Machine. | Olmedo                |  | Jocay                    | 21 de marzo | 14:00 | Oromar TV |
|  | Espoli             | 0 - 1 Archivado el 24 de marzo de 2015 en Wayback Machine. | Delfín                |  | Olímpico (Santo Domingo) | 21 de marzo | 15:00 | No tiene  |
|  | Liga de Portoviejo | 2 - 2 Archivado el 24 de marzo de 2015 en Wayback Machine. | Fuerza Amarilla       |  | Reales Tamarindos        | 21 de marzo | 16:00 | Oromar TV |
|  | Imbabura           | 0 - 0 Archivado el 24 de marzo de 2015 en Wayback Machine. | Gualaceo              |  | Olímpico (Ibarra)        | 21 de marzo | 16:00 | No tiene  |
|  | Macará             | 3 - 3 Archivado el 2 de abril de 2015 en Wayback Machine.  | Técnico Universitario |  | Bellavista               | 22 de marzo | 11:30 | No tiene  |
|  | Deportivo Quevedo  | 2 - 1 Archivado el 2 de abril de 2015 en Wayback Machine.  | Deportivo Azogues     |  | 7 de Octubre             | 22 de marzo | 15:00 | No tiene  |

|  | Fuerza Amarilla   | 1 - 1 Archivado el 2 de abril de 2015 en Wayback Machine. | Deportivo Quevedo     |  | 9 de Mayo            | 27 de marzo | 20:00 | No tiene  |
|  | Deportivo Azogues | 1 - 3 Archivado el 2 de abril de 2015 en Wayback Machine. | Imbabura              |  | Jorge Andrade Cantos | 28 de marzo | 12:00 | No tiene  |
|  | Macará            | 0 - 0 Archivado el 2 de abril de 2015 en Wayback Machine. | Manta                 |  | Bellavista           | 28 de marzo | 16:00 | Oromar TV |
|  | Delfín            | 0 - 0 Archivado el 2 de abril de 2015 en Wayback Machine. | Técnico Universitario |  | Reales Tamarindos    | 28 de marzo | 16:00 | Oromar TV |
|  | Gualaceo          | 3 - 0 Archivado el 2 de abril de 2015 en Wayback Machine. | Espoli                |  | Gerardo León Pozo    | 28 de marzo | 16:00 | No tiene  |
|  | Olmedo            | 2 - 2 Archivado el 2 de abril de 2015 en Wayback Machine. | Liga de Portoviejo    |  | Olímpico (Riobamba)  | 29 de marzo | 11:30 | No tiene  |

|  | Imbabura              | 2 - 1 Archivado el 2 de abril de 2015 en Wayback Machine. | Fuerza Amarilla   |  | Olímpico (Ibarra)        | 1 de abril | 13:00 | No tiene  |
|  | Espoli                | 3 - 2 Archivado el 2 de abril de 2015 en Wayback Machine. | Deportivo Azogues |  | Olímpico (Santo Domingo) | 1 de abril | 15:30 | No tiene  |
|  | Deportivo Quevedo     | 1 - 1 Archivado el 2 de abril de 2015 en Wayback Machine. | Olmedo            |  | 7 de Octubre             | 1 de abril | 16:00 | No tiene  |
|  | Liga de Portoviejo    | 1 - 1 Archivado el 2 de abril de 2015 en Wayback Machine. | Macará            |  | Reales Tamarindos        | 1 de abril | 16:00 | Oromar TV |
|  | Delfín                | 0 - 0 Archivado el 2 de abril de 2015 en Wayback Machine. | Manta             |  | Jocay                    | 1 de abril | 19:30 | Oromar TV |
|  | Técnico Universitario | 3 - 0 Archivado el 4 de abril de 2015 en Wayback Machine. | Gualaceo          |  | Bellavista               | 1 de abril | 20:00 | No tiene  |

|  | Manta             | 0 - 2 Archivado el 11 de abril de 2015 en Wayback Machine. | Liga de Portoviejo    |  | Jocay                | 4 de abril | 20:00 | Oromar TV |
|  | Macará            | 4 - 0 Archivado el 11 de abril de 2015 en Wayback Machine. | Deportivo Quevedo     |  | Bellavista           | 5 de abril | 11:30 | Oromar TV |
|  | Olmedo            | 1 - 0 Archivado el 11 de abril de 2015 en Wayback Machine. | Imbabura              |  | Olímpico (Riobamba)  | 5 de abril | 11:30 | No tiene  |
|  | Deportivo Azogues | 1 - 3 Archivado el 11 de abril de 2015 en Wayback Machine. | Técnico Universitario |  | Jorge Andrade Cantos | 5 de abril | 11:30 | No tiene  |
|  | Gualaceo          | 1 - 2 Archivado el 11 de abril de 2015 en Wayback Machine. | Delfín                |  | Gerardo León Pozo    | 5 de abril | 16:00 | No tiene  |
|  | Fuerza Amarilla   | 1 - 0 Archivado el 11 de abril de 2015 en Wayback Machine. | Espoli                |  | 9 de Mayo            | 5 de abril | 16:00 | No tiene  |

|  | Espoli                | 0 - 4 Archivado el 12 de abril de 2015 en Wayback Machine. | Olmedo             |  | Olímpico (Santo Domingo) | 11 de abril | 15:00 | No tiene  |
|  | Gualaceo              | 5 - 1 Archivado el 12 de abril de 2015 en Wayback Machine. | Liga de Portoviejo |  | Gerardo León Pozo        | 11 de abril | 16:00 | No tiene  |
|  | Imbabura              | 1 - 3 Archivado el 12 de abril de 2015 en Wayback Machine. | Macará             |  | Olímpico (Ibarra)        | 11 de abril | 16:00 | No tiene  |
|  | Delfín                | 3 - 0 Archivado el 12 de abril de 2015 en Wayback Machine. | Deportivo Azogues  |  | Jocay                    | 11 de abril | 19:00 | Oromar TV |
|  | Técnico Universitario | 3 - 0 Archivado el 13 de abril de 2015 en Wayback Machine. | Fuerza Amarilla    |  | Bellavista               | 12 de abril | 12:00 | Oromar TV |
|  | Deportivo Quevedo     | 2 - 3 Archivado el 13 de abril de 2015 en Wayback Machine. | Manta              |  | 7 de Octubre             | 12 de abril | 16:00 | No tiene  |

|  | Fuerza Amarilla    | 0 - 0 Archivado el 18 de abril de 2015 en Wayback Machine. | Delfín                |  | 9 de Mayo            | 17 de abril | 20:00 | No tiene  |
|  | Manta              | 2 - 2 Archivado el 19 de abril de 2015 en Wayback Machine. | Imbabura              |  | Jocay                | 18 de abril | 15:00 | No tiene  |
|  | Deportivo Azogues  | 1 - 1 Archivado el 19 de abril de 2015 en Wayback Machine. | Gualaceo              |  | Jorge Andrade Cantos | 18 de abril | 16:00 | No tiene  |
|  | Macará             | 1 - 0 Archivado el 27 de abril de 2015 en Wayback Machine. | Espoli                |  | Bellavista           | 19 de abril | 11:30 | No tiene  |
|  | Olmedo             | 3 - 2 Archivado el 27 de abril de 2015 en Wayback Machine. | Técnico Universitario |  | Olímpico (Riobamba)  | 19 de abril | 11:30 | Oromar TV |
|  | Liga de Portoviejo | 2 - 2 Archivado el 27 de abril de 2015 en Wayback Machine. | Deportivo Quevedo     |  | Reales Tamarindos    | 19 de abril | 15:00 | Oromar TV |

|  | Técnico Universitario | 0 - 1 Archivado el 27 de abril de 2015 en Wayback Machine. | Manta              |  | Bellavista               | 24 de abril | 20:00 | No tiene  |
|  | Espoli                | 2 - 2 Archivado el 27 de abril de 2015 en Wayback Machine. | Deportivo Quevedo  |  | Olímpico (Santo Domingo) | 25 de abril | 15:00 | No tiene  |
|  | Deportivo Azogues     | 2 - 2 Archivado el 27 de abril de 2015 en Wayback Machine. | Olmedo             |  | Jorge Andrade Cantos     | 25 de abril | 16:00 | No tiene  |
|  | Gualaceo              | 3 - 3 Archivado el 27 de abril de 2015 en Wayback Machine. | Fuerza Amarilla    |  | Gerardo León Pozo        | 25 de abril | 16:00 | No tiene  |
|  | Imbabura              | 2 - 0 Archivado el 18 de mayo de 2015 en Wayback Machine.  | Liga de Portoviejo |  | Olímpico (Ibarra)        | 25 de abril | 16:00 | Oromar TV |
|  | Delfín                | 1 - 0 Archivado el 27 de abril de 2015 en Wayback Machine. | Macará             |  | Jocay                    | 25 de abril | 19:00 | Oromar TV |

|  | Macará             | 1 - 0 Archivado el 4 de mayo de 2015 en Wayback Machine. | Gualaceo              |  | Bellavista          | 1 de mayo | 20:00 | No tiene  |
|  | Fuerza Amarilla    | 1 - 0 Archivado el 4 de mayo de 2015 en Wayback Machine. | Deportivo Azogues     |  | 9 de Mayo           | 1 de mayo | 20:00 | No tiene  |
|  | Manta              | 3 - 1 Archivado el 4 de mayo de 2015 en Wayback Machine. | Espoli                |  | Jocay               | 2 de mayo | 18:00 | Oromar TV |
|  | Olmedo             | 4 - 2 Archivado el 5 de mayo de 2015 en Wayback Machine. | Delfín S.C.           |  | Olímpico (Riobamba) | 3 de mayo | 11:30 | No tiene  |
|  | Liga de Portoviejo | 1 - 3 Archivado el 5 de mayo de 2015 en Wayback Machine. | Técnico Universitario |  | Reales Tamarindos   | 3 de mayo | 15:00 | Oromar TV |
|  | Deportivo Quevedo  | 0 - 0 Archivado el 5 de mayo de 2015 en Wayback Machine. | Imbabura              |  | 7 de Octubre        | 3 de mayo | 16:00 | No tiene  |

|  | Imbabura              | 2 - 0 Archivado el 10 de mayo de 2015 en Wayback Machine. | Deportivo Quevedo  |  | Olímpico (Ibarra)        | 8 de mayo | 19:00 | No tiene  |
|  | Técnico Universitario | 2 - 0 Archivado el 10 de mayo de 2015 en Wayback Machine. | Liga de Portoviejo |  | Bellavista               | 8 de mayo | 20:00 | Oromar TV |
|  | Espoli                | 0 - 0 Archivado el 12 de mayo de 2015 en Wayback Machine. | Manta              |  | Olímpico (Santo Domingo) | 9 de mayo | 15:00 | No tiene  |
|  | Deportivo Azogues     | 0 - 1 Archivado el 12 de mayo de 2015 en Wayback Machine. | Fuerza Amarilla    |  | Jorge Andrade Cantos     | 9 de mayo | 15:30 | No tiene  |
|  | Delfín                | 2 - 0 Archivado el 12 de mayo de 2015 en Wayback Machine. | Olmedo             |  | Jocay                    | 9 de mayo | 16:00 | Oromar TV |
|  | Gualaceo              | 2 - 0 Archivado el 12 de mayo de 2015 en Wayback Machine. | Macará             |  | Gerardo León Pozo        | 9 de mayo | 16:00 | No tiene  |

|  | Fuerza Amarilla    | 0 - 0 Archivado el 18 de mayo de 2015 en Wayback Machine. | Gualaceo              |  | 9 de Mayo           | 15 de mayo | 20:00 | No tiene  |
|  | Liga de Portoviejo | 1 - 0 Archivado el 18 de mayo de 2015 en Wayback Machine. | Imbabura              |  | Reales Tamarindos   | 16 de mayo | 15:00 | No tiene  |
|  | Manta              | 3 - 1 Archivado el 18 de mayo de 2015 en Wayback Machine. | Técnico Universitario |  | Jocay               | 16 de mayo | 19:00 | Oromar TV |
|  | Olmedo             | 2 - 1 Archivado el 18 de mayo de 2015 en Wayback Machine. | Deportivo Azogues     |  | Olímpico (Riobamba) | 17 de mayo | 11:30 | No tiene  |
|  | Macará             | 4 - 1 Archivado el 18 de mayo de 2015 en Wayback Machine. | Delfín                |  | Bellavista          | 17 de mayo | 11:30 | No tiene  |
|  | Deportivo Quevedo  | 2 - 1 Archivado el 18 de mayo de 2015 en Wayback Machine. | Espoli                |  | 7 de Octubre        | 17 de mayo | 16:00 | Oromar TV |

|  | Imbabura              | 2 - 1 Archivado el 24 de mayo de 2015 en Wayback Machine. | Manta              |  | Olímpico (Ibarra)        | 22 de mayo | 19:00 | Oromar TV |
|  | Espoli                | 2 - 2 Archivado el 24 de mayo de 2015 en Wayback Machine. | Macará             |  | Olímpico (Santo Domingo) | 23 de mayo | 15:00 | No tiene  |
|  | Delfín                | 1 - 0 Archivado el 24 de mayo de 2015 en Wayback Machine. | Fuerza Amarilla    |  | Jocay                    | 23 de mayo | 16:00 | No tiene  |
|  | Técnico Universitario | 1 - 5 Archivado el 25 de mayo de 2015 en Wayback Machine. | Olmedo             |  | Bellavista               | 24 de mayo | 12:00 | Oromar TV |
|  | Gualaceo              | 1 - 2 Archivado el 25 de mayo de 2015 en Wayback Machine. | Deportivo Azogues  |  | Gerardo León Pozo        | 24 de mayo | 16:00 | No tiene  |
|  | Deportivo Quevedo     | 2 - 1 Archivado el 25 de mayo de 2015 en Wayback Machine. | Liga de Portoviejo |  | 7 de Octubre             | 24 de mayo | 16:00 | No tiene  |

|  | Manta              | 3 - 0 Archivado el 1 de junio de 2015 en Wayback Machine. | Deportivo Quevedo     |  | Jocay                | 29 de mayo | 19:00 | Oromar TV |
|  | Fuerza Amarilla    | 2 - 2 Archivado el 1 de junio de 2015 en Wayback Machine. | Técnico Universitario |  | 9 de Mayo            | 30 de mayo | 15:00 | No tiene  |
|  | Liga de Portoviejo | 0 - 2 Archivado el 1 de junio de 2015 en Wayback Machine. | Gualaceo              |  | Reales Tamarindos    | 30 de mayo | 16:00 | Oromar TV |
|  | Olmedo             | 2 - 2 Archivado el 1 de junio de 2015 en Wayback Machine. | C.D. Espoli           |  | Olímpico (Riobamba)  | 31 de mayo | 11:30 | No tiene  |
|  | Deportivo Azogues  | 1 - 0 Archivado el 1 de junio de 2015 en Wayback Machine. | Delfín                |  | Jorge Andrade Cantos | 31 de mayo | 11:30 | No tiene  |
|  | Macará             | 1 - 2 Archivado el 1 de junio de 2015 en Wayback Machine. | Imbabura              |  | Bellavista           | 31 de mayo | 12:00 | Oromar TV |

|  | Imbabura              | 2 - 1 Archivado el 8 de junio de 2015 en Wayback Machine.  | Olmedo            |  | Olímpico (Ibarra) | 5 de junio | 19:00 | Oromar TV |
|  | Técnico Universitario | 2 - 0 Archivado el 8 de junio de 2015 en Wayback Machine.  | Deportivo Azogues |  | Bellavista        | 5 de junio | 20:00 | Oromar TV |
|  | Espoli                | 2 - 3 Archivado el 8 de junio de 2015 en Wayback Machine.  | Fuerza Amarilla   |  | Centenario        | 6 de junio | 13:00 | No tiene  |
|  | Delfín                | 3 - 0 Archivado el 8 de junio de 2015 en Wayback Machine.  | Gualaceo          |  | Jocay             | 6 de junio | 16:00 | Oromar TV |
|  | Deportivo Quevedo     | 4 - 2 Archivado el 10 de junio de 2015 en Wayback Machine. | Macará            |  | 7 de Octubre      | 7 de junio | 16:00 | No tiene  |
|  | Liga de Portoviejo    | 1 - 2 Archivado el 10 de junio de 2015 en Wayback Machine. | Manta             |  | Reales Tamarindos | 7 de junio | 16:00 | Oromar TV |

|  | Olmedo            | 2 - 1 Archivado el 15 de junio de 2015 en Wayback Machine. | Deportivo Quevedo     |  | Olímpico (Riobamba)  | 10 de junio | 14:45 | No tiene  |
|  | Gualaceo          | 1 - 3 Archivado el 15 de junio de 2015 en Wayback Machine. | Técnico Universitario |  | Gerardo León Pozo    | 10 de junio | 16:00 | No tiene  |
|  | Manta             | 0 - 0 Archivado el 15 de junio de 2015 en Wayback Machine. | Delfín                |  | Jocay                | 10 de junio | 19:00 | Oromar TV |
|  | Macará            | 1 - 2 Archivado el 15 de junio de 2015 en Wayback Machine. | Liga de Portoviejo    |  | Bellavista           | 10 de junio | 19:00 | Oromar TV |
|  | Deportivo Azogues | 0 - 1 Archivado el 15 de junio de 2015 en Wayback Machine. | Espoli                |  | Jorge Andrade Cantos | 10 de junio | 19:30 | No tiene  |
|  | Fuerza Amarilla   | 3 - 0 Archivado el 15 de junio de 2015 en Wayback Machine. | Imbabura              |  | 9 de Mayo            | 10 de junio | 20:00 | No tiene  |

|  | Imbabura              | 3 - 1 Archivado el 17 de junio de 2015 en Wayback Machine. | Deportivo Azogues |  | Olímpico (Ibarra)        | 13 de junio | 19:00 | Oromar TV |
|  | Espoli                | 1 - 0 Archivado el 17 de junio de 2015 en Wayback Machine. | Gualaceo          |  | Olímpico (Santo Domingo) | 14 de junio | 11:00 | No tiene  |
|  | Técnico Universitario | 0 - 1 Archivado el 17 de junio de 2015 en Wayback Machine. | Delfín            |  | Bellavista               | 14 de junio | 12:00 | Oromar TV |
|  | Manta                 | 2 - 0 Archivado el 17 de junio de 2015 en Wayback Machine. | Macará            |  | Jocay                    | 14 de junio | 12:00 | No tiene  |
|  | Liga de Portoviejo    | 1 - 2 Archivado el 17 de junio de 2015 en Wayback Machine. | Olmedo            |  | Reales Tamarindos        | 14 de junio | 16:00 | Oromar TV |
|  | Deportivo Quevedo     | 0 - 0 Archivado el 17 de junio de 2015 en Wayback Machine. | Fuerza Amarilla   |  | 7 de Octubre             | 14 de junio | 16:00 | No tiene  |

|  | Delfín                | 1 - 2 Archivado el 22 de junio de 2015 en Wayback Machine. | Espoli             |  | Jocay                | 19 de junio | 19:00 | Oromar TV |
|  | Olmedo                | 0 - 0 Archivado el 22 de junio de 2015 en Wayback Machine. | Manta              |  | Olímpico (Riobamba)  | 20 de junio | 12:00 | No tiene  |
|  | Fuerza Amarilla       | 1 - 0 Archivado el 22 de junio de 2015 en Wayback Machine. | Liga de Portoviejo |  | 9 de Mayo            | 20 de junio | 20:00 | No tiene  |
|  | Deportivo Azogues     | 2 - 0 Archivado el 22 de junio de 2015 en Wayback Machine. | Deportivo Quevedo  |  | Jorge Andrade Cantos | 21 de junio | 11:30 | No tiene  |
|  | Técnico Universitario | 0 - 1 Archivado el 22 de junio de 2015 en Wayback Machine. | Macará             |  | Bellavista           | 21 de junio | 12:00 | Oromar TV |
|  | Gualaceo              | 1 - 1 Archivado el 22 de junio de 2015 en Wayback Machine. | Imbabura           |  | Gerardo León Pozo    | 21 de junio | 16:00 | No tiene  |

|  | Imbabura           | 0 - 0 Archivado el 29 de junio de 2015 en Wayback Machine. | Delfín                |  | Olímpico (Ibarra)        | 26 de junio | 19:00 | Oromar TV |
|  | Liga de Portoviejo | 0 - 0 Archivado el 2 de julio de 2015 en Wayback Machine.  | Deportivo Azogues     |  | Reales Tamarindos        | 27 de junio | 16:00 | No tiene  |
|  | Manta              | 1 - 1 Archivado el 2 de julio de 2015 en Wayback Machine.  | Fuerza Amarilla       |  | Jocay                    | 27 de junio | 16:00 | Oromar TV |
|  | Espoli             | 3 - 1 Archivado el 2 de julio de 2015 en Wayback Machine.  | Técnico Universitario |  | Olímpico (Santo Domingo) | 28 de junio | 11:00 | No tiene  |
|  | Macará             | 0 - 0 Archivado el 2 de julio de 2015 en Wayback Machine.  | Olmedo                |  | Bellavista               | 28 de junio | 13:30 | No tiene  |
|  | Deportivo Quevedo  | 1 - 5 Archivado el 2 de julio de 2015 en Wayback Machine.  | Gualaceo              |  | 7 de Octubre             | 28 de junio | 16:00 | No tiene  |

|  | Técnico Universitario | 2 - 0 Archivado el 6 de julio de 2015 en Wayback Machine. | Deportivo Quevedo  |  | Bellavista               | 3 de julio | 19:00 | No tiene  |
|  | Fuerza Amarilla       | 0 - 0 Archivado el 6 de julio de 2015 en Wayback Machine. | Olmedo             |  | 9 de Mayo                | 3 de julio | 20:00 | No tiene  |
|  | Deportivo Azogues     | 1 - 4 Archivado el 6 de julio de 2015 en Wayback Machine. | Macará             |  | Jorge Andrade Cantos     | 4 de julio | 12:00 | No tiene  |
|  | Espoli                | 1 - 3 Archivado el 6 de julio de 2015 en Wayback Machine. | Imbabura           |  | Olímpico (Santo Domingo) | 5 de julio | 11:00 | No tiene  |
|  | Delfín                | 1 - 1 Archivado el 6 de julio de 2015 en Wayback Machine. | Liga de Portoviejo |  | Jocay                    | 5 de julio | 12:00 | Oromar TV |
|  | Gualaceo              | 0 - 2 Archivado el 6 de julio de 2015 en Wayback Machine. | Manta              |  | Gerardo León Pozo        | 5 de julio | 16:00 | No tiene  |

|  | Imbabura           | 1 - 0 Archivado el 14 de julio de 2015 en Wayback Machine. | Técnico Universitario |  | Olímpico (Ibarra)   | 10 de julio | 19:00 | Oromar TV |
|  | Manta              | 2 - 1 Archivado el 13 de julio de 2015 en Wayback Machine. | Deportivo Azogues     |  | Jocay               | 11 de julio | 16:00 | Oromar TV |
|  | Olmedo             | 3 - 1 Archivado el 13 de julio de 2015 en Wayback Machine. | Gualaceo              |  | Olímpico (Riobamba) | 12 de julio | 11:30 | No tiene  |
|  | Macará             | 3 - 4 Archivado el 14 de julio de 2015 en Wayback Machine. | Fuerza Amarilla       |  | Bellavista          | 12 de julio | 12:00 | No tiene  |
|  | Deportivo Quevedo  | 0 - 0 Archivado el 13 de julio de 2015 en Wayback Machine. | Delfín                |  | 7 de Octubre        | 12 de julio | 16:00 | No tiene  |
|  | Liga de Portoviejo | 1 - 2 Archivado el 13 de julio de 2015 en Wayback Machine. | Espoli                |  | Reales Tamarindos   | 12 de julio | 16:00 | No tiene  |

### Asistencia por equipos
La tabla siguiente muestra la cantidad de espectadores de local que acumuló cada equipo en sus respectivos partidos. Se contabilizan las asistencias a partidos de local de cada equipo. Las estadísticas se toman de las taquillas oficiales entregadas por FEF.
| Pos  | Equipo                | Asist  | PJ | Prom    |
| ---- | --------------------- | ------ | -- | ------- |
| 1.°  | Macará                | 20 798 | 11 | 1890,72 |
| 2.°  | Técnico Universitario | 19 018 | 11 | 1728,9  |
| 3.°  | Gualaceo              | 17 203 | 11 | 1563,9  |
| 4.°  | Olmedo                | 14 742 | 11 | 1340,18 |
| 5.°  | Fuerza Amarilla       | 10 057 | 11 | 914,27  |
| 6.°  | Manta                 | 8050   | 11 | 731,81  |
| 7.°  | Delfín                | 7592   | 11 | 690,18  |
| 8.°  | Imbabura              | 5221   | 11 | 474,63  |
| 9.°  | Deportivo Azogues     | 4998   | 11 | 454,36  |
| 10.° | Deportivo Quevedo     | 4433   | 11 | 403     |
| 11.° | Espoli                | 3902   | 11 | 354,72  |
| 12.° | Liga de Portoviejo    | 2608   | 11 | 237,09  |

 Pos.=Posición; Asist.=Asistentes; P.J.=Partidos jugados.

## Segunda etapa

### Clasificación
|     | Equipo                | PJ | PG | PE | PP | GF | GC | DG  | PTS |
| --- | --------------------- | -- | -- | -- | -- | -- | -- | --- | --- |
| 1.  | Fuerza Amarilla       | 22 | 10 | 9  | 3  | 33 | 19 | +14 | 39  |
| 2.  | Delfín                | 22 | 10 | 6  | 6  | 27 | 19 | +8  | 36  |
| 3.  | Técnico Universitario | 22 | 8  | 8  | 6  | 30 | 30 | 0   | 32  |
| 4.  | Gualaceo              | 22 | 9  | 4  | 9  | 25 | 26 | −1  | 31  |
| 5.  | Liga de Portoviejo    | 22 | 7  | 10 | 5  | 28 | 24 | +4  | 30  |
| 6.  | Manta                 | 22 | 9  | 3  | 10 | 36 | 20 | +16 | 29  |
| 7.  | Deportivo Azogues     | 22 | 7  | 7  | 8  | 22 | 28 | −6  | 28  |
| 8.  | Espoli                | 22 | 7  | 6  | 9  | 27 | 39 | −12 | 27  |
| 9.  | Olmedo                | 22 | 7  | 6  | 9  | 32 | 35 | −3  | 26  |
| 10. | Imbabura              | 22 | 6  | 7  | 9  | 27 | 30 | −3  | 25  |
| 11. | Deportivo Quevedo     | 22 | 7  | 6  | 9  | 18 | 28 | −10 | 25  |
| 12. | Macará                | 22 | 7  | 4  | 11 | 31 | 35 | −4  | 24  |

Pts = Puntos; PJ = Partidos jugados; G = Partidos ganados; E = Partidos empatados; P = Partidos perdidos; GF = Goles anotados; GC = Goles recibidos; Dif = Diferencia de gol

### Evolución de la clasificación
| Equipo / Fecha        | 01 | 02 | 03 | 04 | 05 | 06 | 07 | 08 | 09 | 10 | 11 | 12 | 13 | 14 | 15 | 16 | 17 | 18 | 19 | 20 | 21 | 22 |
| --------------------- | -- | -- | -- | -- | -- | -- | -- | -- | -- | -- | -- | -- | -- | -- | -- | -- | -- | -- | -- | -- | -- | -- |
| Fuerza Amarilla       | 3  | 1  | 1  | 2  | 2  | 4  | 1  | 3  | 2  | 2  | 2  | 2  | 2  | 2  | 2  | 2  | 2  | 1  | 2  | 2  | 1  | 1  |
| Delfín                | 1  | 3  | 2  | 5  | 5  | 1  | 4  | 2  | 1  | 1  | 1  | 1  | 1  | 1  | 1  | 1  | 1  | 2  | 1  | 1  | 2  | 2  |
| Técnico Universitario | 5  | 6  | 8  | 4  | 3  | 5  | 7  | 6  | 9  | 5  | 8  | 6  | 3  | 5  | 6  | 4  | 7  | 5  | 6  | 6  | 5  | 3  |
| Gualaceo              | 6  | 9  | 3  | 6  | 8  | 7  | 2  | 4  | 7  | 9  | 10 | 9  | 6  | 3  | 4  | 6  | 3  | 7  | 4  | 5  | 4  | 4  |
| Liga de Portoviejo    | 11 | 4  | 6  | 7  | 10 | 10 | 11 | 11 | 10 | 10 | 6  | 10 | 9  | 6  | 7  | 5  | 6  | 4  | 5  | 3  | 3  | 5  |
| Manta                 | 9  | 5  | 5  | 3  | 6  | 9  | 5  | 7  | 4  | 6  | 4  | 3  | 4  | 4  | 3  | 3  | 5  | 3  | 7  | 7  | 7  | 6  |
| Deportivo Azogues     | 4  | 7  | 9  | 8  | 4  | 6  | 8  | 8  | 6  | 4  | 7  | 5  | 5  | 7  | 5  | 7  | 4  | 6  | 3  | 4  | 6  | 7  |
| Espoli                | 2  | 2  | 4  | 1  | 1  | 3  | 9  | 10 | 11 | 11 | 11 | 11 | 11 | 10 | 11 | 12 | 12 | 11 | 11 | 12 | 11 | 8  |
| Olmedo                | 7  | 12 | 11 | 12 | 12 | 12 | 12 | 12 | 12 | 12 | 12 | 12 | 12 | 12 | 12 | 10 | 10 | 10 | 8  | 10 | 12 | 9  |
| Imbabura              | 8  | 11 | 12 | 10 | 11 | 11 | 10 | 5  | 8  | 8  | 9  | 8  | 10 | 11 | 8  | 9  | 8  | 8  | 9  | 8  | 8  | 10 |
| Deportivo Quevedo     | 12 | 10 | 10 | 11 | 9  | 8  | 3  | 1  | 3  | 3  | 3  | 4  | 7  | 8  | 9  | 8  | 9  | 9  | 10 | 9  | 10 | 11 |
| Macará                | 10 | 8  | 7  | 9  | 7  | 2  | 6  | 9  | 5  | 7  | 5  | 7  | 8  | 9  | 10 | 11 | 11 | 12 | 12 | 11 | 9  | 12 |

### Resultados
|  | Espoli                | 1 - 0 Archivado el 21 de julio de 2015 en Wayback Machine. | Liga de Portoviejo |  | La Cocha             | 18 de julio | 12:00 | No tiene  |
|  | Delfín                | 6 - 0 Archivado el 21 de julio de 2015 en Wayback Machine. | Deportivo Quevedo  |  | Jocay                | 18 de julio | 16:00 | No tiene  |
|  | Fuerza Amarilla       | 1 - 0 Archivado el 21 de julio de 2015 en Wayback Machine. | Macará             |  | 9 de Mayo            | 18 de julio | 20:00 | No tiene  |
|  | Deportivo Azogues     | 1 - 0 Archivado el 21 de julio de 2015 en Wayback Machine. | Manta              |  | Jorge Andrade Cantos | 19 de julio | 11:30 | No tiene  |
|  | Técnico Universitario | 1 - 0 Archivado el 22 de julio de 2015 en Wayback Machine. | Imbabura           |  | Bellavista           | 19 de julio | 12:00 | Oromar TV |
|  | Gualaceo              | 1 - 0 Archivado el 21 de julio de 2015 en Wayback Machine. | Olmedo             |  | Gerardo León Pozo    | 19 de julio | 16:00 | No tiene  |

|  | Imbabura           | 2 - 2 Archivado el 26 de julio de 2015 en Wayback Machine.                                              | Espoli                |  | Olímpico (Ibarra)   | 24 de julio | 19:00 | No tiene  |
|  | Liga de Portoviejo | 3 - 1 Archivado el 29 de julio de 2015 en Wayback Machine.                                              | Delfín                |  | Reales Tamarindos   | 25 de julio | 16:00 | No tiene  |
|  | Macará             | 2 - 1 Archivado el 29 de julio de 2015 en Wayback Machine.                                              | Deportivo Azogues     |  | Bellavista          | 26 de julio | 11:30 | Oromar TV |
|  | Olmedo             | 3 - 4 Archivado el 29 de julio de 2015 en Wayback Machine.                                              | Fuerza Amarilla       |  | Olímpico (Riobamba) | 26 de julio | 11:30 | No tiene  |
|  | Deportivo Quevedo  | 2 - 1 Archivado el 29 de julio de 2015 en Wayback Machine.                                              | Técnico Universitario |  | 7 de Octubre        | 26 de julio | 16:00 | No tiene  |
|  | Manta              | 2 - 0 (enlace roto disponible en Internet Archive; véase el historial, la primera versión y la última). | Gualaceo              |  | Jocay               | 26 de julio | 16:00 | Oromar TV |

|  | Técnico Universitario | 1 - 1 Archivado el 3 de agosto de 2015 en Wayback Machine. | Espoli             |  | Bellavista           | 31 de julio | 19:00 | Oromar TV |
|  | Delfín                | 2 - 1 Archivado el 4 de agosto de 2015 en Wayback Machine. | Imbabura           |  | Jocay                | 1 de agosto | 16:00 | Oromar TV |
|  | Gualaceo              | 2 - 0 Archivado el 4 de agosto de 2015 en Wayback Machine. | Deportivo Quevedo  |  | Gerardo León Pozo    | 1 de agosto | 16:00 | No tiene  |
|  | Fuerza Amarilla       | 1 - 1 Archivado el 4 de agosto de 2015 en Wayback Machine. | Manta              |  | 9 de Mayo            | 1 de agosto | 20:00 | No tiene  |
|  | Deportivo Azogues     | 0 - 0 Archivado el 4 de agosto de 2015 en Wayback Machine. | Liga de Portoviejo |  | Jorge Andrade Cantos | 2 de agosto | 11:30 | No tiene  |
|  | Olmedo                | 3 - 3 Archivado el 4 de agosto de 2015 en Wayback Machine. | Macará             |  | Olímpico (Riobamba)  | 2 de agosto | 11:30 | No tiene  |

|  | Liga de Portoviejo | 0 - 0 Archivado el 11 de agosto de 2015 en Wayback Machine. | Fuerza Amarilla       |  | Reales Tamarindos        | 8 de agosto | 16:00 | No tiene  |
|  | Imbabura           | 1 - 0 Archivado el 11 de agosto de 2015 en Wayback Machine. | Gualaceo              |  | Olímpico (Ibarra)        | 8 de agosto | 16:00 | No tiene  |
|  | Manta              | 2 - 0 Archivado el 11 de agosto de 2015 en Wayback Machine. | Olmedo                |  | Jocay                    | 8 de agosto | 19:00 | Oromar TV |
|  | Macará             | 1 - 2 Archivado el 11 de agosto de 2015 en Wayback Machine. | Técnico Universitario |  | Bellavista               | 9 de agosto | 12:00 | Oromar TV |
|  | Deportivo Quevedo  | 0 - 0 Archivado el 11 de agosto de 2015 en Wayback Machine. | Deportivo Azogues     |  | 7 de Octubre             | 9 de agosto | 15:00 | No tiene  |
|  | Espoli             | 2 - 1 Archivado el 11 de agosto de 2015 en Wayback Machine. | Delfín                |  | Olímpico (Santo Domingo) | 9 de agosto | 15:00 | No tiene  |

|  | Fuerza Amarilla   | 0 - 1 Archivado el 17 de agosto de 2015 en Wayback Machine. | Deportivo Quevedo     |  | 9 de Mayo            | 14 de agosto | 20:00 | No tiene  |
|  | Delfín            | 0 - 0 Archivado el 17 de agosto de 2015 en Wayback Machine. | Técnico Universitario |  | Jocay                | 15 de agosto | 16:00 | Oromar TV |
|  | Gualaceo          | 1 - 1 Archivado el 17 de agosto de 2015 en Wayback Machine. | Espoli                |  | Gerardo León Pozo    | 15 de agosto | 16:00 | No tiene  |
|  | Deportivo Azogues | 1 - 0 Archivado el 18 de agosto de 2015 en Wayback Machine. | Imbabura              |  | Jorge Andrade Cantos | 16 de agosto | 11:30 | No tiene  |
|  | Olmedo            | 0 - 0 Archivado el 17 de agosto de 2015 en Wayback Machine. | Liga de Portoviejo    |  | Olímpico (Riobamba)  | 16 de agosto | 11:30 | No tiene  |
|  | Macará            | 2 - 1 Archivado el 17 de agosto de 2015 en Wayback Machine. | Manta                 |  | Bellavista           | 16 de agosto | 12:00 | Oromar TV |

|  | Delfín                | 1 - 0 Archivado el 26 de agosto de 2015 en Wayback Machine. | Manta             |  | Jocay                    | 21 de agosto | 19:00 | Oromar TV |
|  | Espoli                | 1 - 1 Archivado el 26 de agosto de 2015 en Wayback Machine. | Deportivo Azogues |  | Olímpico (Santo Domingo) | 22 de agosto | 11:30 | No tiene  |
|  | Técnico Universitario | 1 - 1 Archivado el 25 de agosto de 2015 en Wayback Machine. | Gualaceo          |  | Bellavista               | 22 de agosto | 15:00 | No tiene  |
|  | Imbabura              | 3 - 3 Archivado el 26 de agosto de 2015 en Wayback Machine. | Fuerza Amarilla   |  | Olímpico (Ibarra)        | 22 de agosto | 16:00 | No tiene  |
|  | Liga de Portoviejo    | 0 - 2 Archivado el 25 de agosto de 2015 en Wayback Machine. | Macará            |  | Reales Tamarindos        | 22 de agosto | 16:00 | No tiene  |
|  | Deportivo Quevedo     | 1 - 1 Archivado el 26 de agosto de 2015 en Wayback Machine. | Olmedo            |  | 7 de Octubre             | 22 de agosto | 16:00 | Oromar TV |

|  | Macará            | 0 - 1 Archivado el 24 de septiembre de 2015 en Wayback Machine. | Deportivo Quevedo     |  | Bellavista           | 26 de agosto | 13:00 | Oromar TV |
|  | Olmedo            | 1 - 2 Archivado el 29 de agosto de 2015 en Wayback Machine.     | Imbabura              |  | Olímpico (Riobamba)  | 26 de agosto | 15:45 | No tiene  |
|  | Gualaceo          | 2 - 1 Archivado el 24 de septiembre de 2015 en Wayback Machine. | Delfín                |  | Gerardo León Pozo    | 26 de agosto | 16:15 | No tiene  |
|  | Deportivo Azogues | 0 - 0 Archivado el 24 de septiembre de 2015 en Wayback Machine. | Técnico Universitario |  | Jorge Andrade Cantos | 26 de agosto | 17:30 | No tiene  |
|  | Fuerza Amarilla   | 3 - 0 Archivado el 24 de septiembre de 2015 en Wayback Machine. | Espoli                |  | 9 de Mayo            | 26 de agosto | 20:00 | No tiene  |
|  | Manta             | 4 - 2 Archivado el 24 de septiembre de 2015 en Wayback Machine. | Liga de Portoviejo    |  | Jocay                | 26 de agosto | 20:00 | Oromar TV |

|  | Imbabura              | 3 - 1 Archivado el 24 de septiembre de 2015 en Wayback Machine. | Macará             |  | Olímpico (Ibarra)        | 30 de agosto | 11:00 | No tiene  |
|  | Espoli                | 0 - 3 Archivado el 24 de septiembre de 2015 en Wayback Machine. | Olmedo             |  | Olímpico (Santo Domingo) | 30 de agosto | 11:30 | No tiene  |
|  | Delfín                | 1 - 0 Archivado el 24 de septiembre de 2015 en Wayback Machine. | Deportivo Azogues  |  | Jocay                    | 30 de agosto | 12:00 | Oromar TV |
|  | Técnico Universitario | 1 - 1 Archivado el 24 de septiembre de 2015 en Wayback Machine. | Fuerza Amarilla    |  | Bellavista               | 30 de agosto | 14:00 | Oromar TV |
|  | Gualaceo              | 1 - 1 Archivado el 24 de septiembre de 2015 en Wayback Machine. | Liga de Portoviejo |  | Gerardo León Pozo        | 30 de agosto | 16:00 | No tiene  |
|  | Deportivo Quevedo     | 1 - 0 Archivado el 24 de septiembre de 2015 en Wayback Machine. | Manta              |  | 7 de Octubre             | 30 de agosto | 16:00 | No tiene  |

|  | Manta              | 3 - 0 Archivado el 10 de septiembre de 2015 en Wayback Machine. | Imbabura S. C.        |  | Jocay                | 5 de septiembre | 16:00 | Oromar TV |
|  | Liga de Portoviejo | 2 - 0 Archivado el 10 de septiembre de 2015 en Wayback Machine. | Deportivo Quevedo     |  | Reales Tamarindos    | 5 de septiembre | 16:00 | No tiene  |
|  | Fuerza Amarilla    | 1 - 1 Archivado el 10 de septiembre de 2015 en Wayback Machine. | Delfín                |  | 9 de Mayo            | 5 de septiembre | 20:00 | No tiene  |
|  | Deportivo Azogues  | 3 - 1 Archivado el 10 de septiembre de 2015 en Wayback Machine. | Gualaceo              |  | Jorge Andrade Cantos | 6 de septiembre | 11:30 | No tiene  |
|  | Olmedo             | 3 - 0 Archivado el 10 de septiembre de 2015 en Wayback Machine. | Técnico Universitario |  | Olímpico (Riobamba)  | 6 de septiembre | 12:00 | No tiene  |
|  | Macará             | 4 - 0 Archivado el 10 de septiembre de 2015 en Wayback Machine. | Espoli                |  | Bellavista           | 6 de septiembre | 14:00 | Oromar TV |

|  | Espoli                | 1 - 1 Archivado el 16 de septiembre de 2015 en Wayback Machine. | Deportivo Quevedo  |  | Olímpico (Santo Domingo) | 12 de septiembre | 15:00 | No tiene  |
|  | Imbabura              | 1 - 1 Archivado el 15 de septiembre de 2015 en Wayback Machine. | Liga de Portoviejo |  | Olímpico (Ibarra)        | 12 de septiembre | 16:00 | No tiene  |
|  | Delfín                | 1 - 0 Archivado el 15 de septiembre de 2015 en Wayback Machine. | Macará             |  | Jocay                    | 12 de septiembre | 16:00 | Oromar TV |
|  | Deportivo Azogues     | 1 - 1 Archivado el 15 de septiembre de 2015 en Wayback Machine. | Olmedo             |  | Jorge Andrade Cantos     | 13 de septiembre | 11:30 | No tiene  |
|  | Técnico Universitario | 1 - 0 Archivado el 16 de septiembre de 2015 en Wayback Machine. | Manta              |  | Bellavista               | 13 de septiembre | 15:00 | Oromar TV |
|  | Gualaceo              | 0 - 1 Archivado el 16 de septiembre de 2015 en Wayback Machine. | Fuerza Amarilla    |  | Gerardo León Pozo        | 13 de septiembre | 16:00 | No tiene  |

|  | Manta              | 1 - 0 Archivado el 22 de septiembre de 2015 en Wayback Machine.                                         | Espoli                |  | Jocay               | 18 de septiembre | 19:00 | Oromar TV |
|  | Liga de Portoviejo | 4 - 2 Archivado el 22 de septiembre de 2015 en Wayback Machine.                                         | Técnico Universitario |  | Reales Tamarindos   | 19 de septiembre | 16:00 | Oromar TV |
|  | Fuerza Amarilla    | 2 - 0 Archivado el 22 de septiembre de 2015 en Wayback Machine.                                         | Deportivo Azogues     |  | 9 de Mayo           | 19 de septiembre | 20:00 | No tiene  |
|  | Macará             | 2 - 1 Archivado el 4 de marzo de 2016 en Wayback Machine.                                               | Gualaceo              |  | Bellavista          | 20 de septiembre | 11:30 | No tiene  |
|  | Olmedo             | 0 - 1 (enlace roto disponible en Internet Archive; véase el historial, la primera versión y la última). | Delfín                |  | Olímpico (Riobamba) | 20 de septiembre | 12:00 | No tiene  |
|  | Deportivo Quevedo  | 1 - 0 Archivado el 4 de marzo de 2016 en Wayback Machine.                                               | Imbabura              |  | 7 de Octubre        | 20 de septiembre | 16:00 | No tiene  |

|  | Espoli                | 1 - 3 Archivado el 28 de septiembre de 2015 en Wayback Machine. | Manta              |  | Olímpico (Santo Domingo) | 26 de septiembre | 15:00 | No tiene  |
|  | Imbabura              | 2 - 0 Archivado el 28 de septiembre de 2015 en Wayback Machine. | Deportivo Quevedo  |  | Olímpico (Ibarra)        | 26 de septiembre | 16:00 | No tiene  |
|  | Delfín                | 2 - 0 Archivado el 28 de septiembre de 2015 en Wayback Machine. | Olmedo             |  | Jocay                    | 26 de septiembre | 16:00 | Oromar TV |
|  | Deportivo Azogues     | 1 - 0 Archivado el 28 de septiembre de 2015 en Wayback Machine. | Fuerza Amarilla    |  | Jorge Andrade Cantos     | 27 de septiembre | 11:30 | No tiene  |
|  | Técnico Universitario | 2 - 0 Archivado el 28 de septiembre de 2015 en Wayback Machine. | Liga de Portoviejo |  | Bellavista               | 27 de septiembre | 12:00 | No tiene  |
|  | Gualaceo              | 2 - 0 Archivado el 28 de septiembre de 2015 en Wayback Machine. | Macará             |  | Gerardo León Pozo        | 27 de septiembre | 16:00 | Oromar TV |

|  | Manta              | 1 - 3 Archivado el 4 de octubre de 2015 en Wayback Machine. | Técnico Universitario |  | Jocay               | 2 de octubre | 19:00 | Oromar TV |
|  | Liga de Portoviejo | 3 - 1 Archivado el 5 de octubre de 2015 en Wayback Machine. | Imbabura              |  | Reales Tamarindos   | 3 de octubre | 16:00 | Oromar TV |
|  | Fuerza Amarilla    | 2 - 3 Archivado el 5 de octubre de 2015 en Wayback Machine. | Gualaceo              |  | 9 de Mayo           | 3 de octubre | 20:00 | No tiene  |
|  | Macará             | 0 - 0 Archivado el 5 de octubre de 2015 en Wayback Machine. | Delfín                |  | Bellavista          | 4 de octubre | 11:30 | No tiene  |
|  | Olmedo             | 2 - 2 Archivado el 5 de octubre de 2015 en Wayback Machine. | Deportivo Azogues     |  | Olímpico (Riobamba) | 4 de octubre | 12:00 | No tiene  |
|  | Deportivo Quevedo  | 0 - 1 Archivado el 5 de octubre de 2015 en Wayback Machine. | Espoli                |  | 7 de Octubre        | 4 de octubre | 16:00 | No tiene  |

|  | Espoli                | 4 - 3 Archivado el 12 de octubre de 2015 en Wayback Machine. | Macará             |  | Olímpico (Santo Domingo) | 10 de octubre | 15:00 | No tiene  |
|  | Imbabura              | 1 - 1 Archivado el 12 de octubre de 2015 en Wayback Machine. | Manta              |  | Olímpico (Ibarra)        | 10 de octubre | 16:00 | Oromar TV |
|  | Delfín                | 1 - 1 Archivado el 12 de octubre de 2015 en Wayback Machine. | Fuerza Amarilla    |  | Jocay                    | 10 de octubre | 16:00 | Oromar TV |
|  | Técnico Universitario | 1 - 2 Archivado el 15 de octubre de 2015 en Wayback Machine. | Olmedo             |  | Bellavista               | 11 de octubre | 12:00 | No tiene  |
|  | Gualaceo              | 2 - 1 Archivado el 15 de octubre de 2015 en Wayback Machine. | Deportivo Azogues  |  | Gerardo León Pozo        | 11 de octubre | 16:00 | No tiene  |
|  | Deportivo Quevedo     | 0 - 0 Archivado el 15 de octubre de 2015 en Wayback Machine. | Liga de Portoviejo |  | 7 de Octubre             | 11 de octubre | 16:00 | Oromar TV |

|  | Fuerza Amarilla    | 3 - 0 Archivado el 20 de octubre de 2015 en Wayback Machine. | Técnico Universitario |  | 9 de Mayo            | 16 de octubre | 20:00 | Oromar TV |
|  | Manta              | 2 - 0 Archivado el 20 de octubre de 2015 en Wayback Machine. | Deportivo Quevedo     |  | Jocay                | 17 de octubre | 16:00 | Oromar TV |
|  | Liga de Portoviejo | 1 - 1 Archivado el 20 de octubre de 2015 en Wayback Machine. | Gualaceo              |  | Reales Tamarindos    | 17 de octubre | 16:00 | No tiene  |
|  | Macará             | 0 - 1 Archivado el 20 de octubre de 2015 en Wayback Machine. | Imbabura              |  | Bellavista           | 17 de octubre | 16:00 | No tiene  |
|  | Olmedo             | 2 - 1 Archivado el 20 de octubre de 2015 en Wayback Machine. | Espoli                |  | Olímpico (Riobamba)  | 17 de octubre | 16:00 | No tiene  |
|  | Deportivo Azogues  | 1 - 0 Archivado el 21 de octubre de 2015 en Wayback Machine. | Delfín                |  | Jorge Andrade Cantos | 18 de octubre | 11:30 | No tiene  |

|  | Espoli                | 1 - 2 Archivado el 23 de octubre de 2015 en Wayback Machine. | Fuerza Amarilla   |  | Olímpico (Santo Domingo) | 21 de octubre | 14:00 | No tiene       |
|  | Imbabura              | 3 - 3 Archivado el 23 de octubre de 2015 en Wayback Machine. | Olmedo            |  | Olímpico (Ibarra)        | 21 de octubre | 16:00 | DirecTV Sports |
|  | Técnico Universitario | 2 - 1 Archivado el 23 de octubre de 2015 en Wayback Machine. | Deportivo Azogues |  | Bellavista               | 21 de octubre | 16:00 | No tiene       |
|  | Deportivo Quevedo     | 4 - 2 Archivado el 23 de octubre de 2015 en Wayback Machine. | Macará            |  | 7 de Octubre             | 21 de octubre | 16:00 | No tiene       |
|  | Liga de Portoviejo    | 1 - 0 Archivado el 23 de octubre de 2015 en Wayback Machine. | Manta             |  | Reales Tamarindos        | 21 de octubre | 16:00 | No tiene       |
|  | Delfín                | 2 - 1 Archivado el 26 de octubre de 2015 en Wayback Machine. | Gualaceo          |  | Jocay                    | 21 de octubre | 19:00 | DirecTV Sports |

|  | Macará            | 1 - 1 Archivado el 4 de marzo de 2016 en Wayback Machine.    | Liga de Portoviejo    |  | Bellavista           | 25 de octubre | 11:30 | No tiene       |
|  | Deportivo Azogues | 3 - 1 Archivado el 26 de octubre de 2015 en Wayback Machine. | Espoli                |  | Jorge Andrade Cantos | 25 de octubre | 11:30 | No tiene       |
|  | Olmedo            | 3 - 2 Archivado el 4 de marzo de 2016 en Wayback Machine.    | Deportivo Quevedo     |  | Olímpico (Riobamba)  | 25 de octubre | 12:00 | No tiene       |
|  | Gualaceo          | 3 - 2 Archivado el 4 de marzo de 2016 en Wayback Machine.    | Técnico Universitario |  | Gerardo León Pozo    | 25 de octubre | 16:00 | No tiene       |
|  | Manta             | 0 - 1 Archivado el 4 de marzo de 2016 en Wayback Machine.    | Delfín                |  | Jocay                | 25 de octubre | 16:00 | Oromar TV      |
|  | Fuerza Amarilla   | 0 - 0 Archivado el 4 de marzo de 2016 en Wayback Machine.    | Imbabura              |  | 9 de Mayo            | 25 de octubre | 16:00 | DirecTV Sports |

|  | Deportivo Quevedo     | 0 - 1 Archivado el 2 de noviembre de 2015 en Wayback Machine. | Fuerza Amarilla   |  | 7 de Octubre             | 30 de octubre  | 16:00 | Oromar TV |
|  | Espoli                | 1 - 0 Archivado el 2 de noviembre de 2015 en Wayback Machine. | Gualaceo          |  | Olímpico (Santo Domingo) | 31 de octubre  | 12:00 | No tiene  |
|  | Imbabura              | 1 - 1 Archivado el 5 de noviembre de 2015 en Wayback Machine. | Deportivo Azogues |  | Olímpico (Ibarra)        | 31 de octubre  | 16:00 | No tiene  |
|  | Manta                 | 3 - 1 Archivado el 5 de noviembre de 2015 en Wayback Machine. | Macará            |  | Jocay                    | 31 de octubre  | 16:00 | Oromar TV |
|  | Liga de Portoviejo    | 2 - 0 Archivado el 5 de noviembre de 2015 en Wayback Machine. | Olmedo            |  | Reales Tamarindos        | 31 de octubre  | 16:00 | No tiene  |
|  | Técnico Universitario | 2 - 1 Archivado el 5 de noviembre de 2015 en Wayback Machine. | Delfín            |  | Bellavista               | 1 de noviembre | 12:00 | No tiene  |

|  | Delfín                | 2 - 0 Archivado el 12 de noviembre de 2015 en Wayback Machine. | Espoli             |  | Jocay                | 7 de noviembre | 16:00 | Oromar TV |
|  | Fuerza Amarilla       | 1 - 1 Archivado el 12 de noviembre de 2015 en Wayback Machine. | Liga de Portoviejo |  | 9 de Mayo            | 7 de noviembre | 20:00 | No tiene  |
|  | Deportivo Azogues     | 2 - 0 Archivado el 12 de noviembre de 2015 en Wayback Machine. | Deportivo Quevedo  |  | Jorge Andrade Cantos | 8 de noviembre | 11:30 | No tiene  |
|  | Olmedo                | 2 - 1 Archivado el 12 de noviembre de 2015 en Wayback Machine. | Manta              |  | Olímpico (Riobamba)  | 8 de noviembre | 12:00 | Oromar TV |
|  | Técnico Universitario | 2 - 2 Archivado el 12 de noviembre de 2015 en Wayback Machine. | Macará             |  | Bellavista           | 8 de noviembre | 12:00 | No tiene  |
|  | Gualaceo              | 1 - 0 Archivado el 12 de noviembre de 2015 en Wayback Machine. | Imbabura           |  | Gerardo León Pozo    | 8 de noviembre | 16:00 | No tiene  |

|  | Espoli             | 2 - 2 Archivado el 18 de noviembre de 2015 en Wayback Machine. | Técnico Universitario |  | Olímpico (Santo Domingo) | 14 de noviembre | 12:30 | No tiene       |
|  | Imbabura           | 3 - 0 Archivado el 17 de noviembre de 2015 en Wayback Machine. | Delfín                |  | Olímpico (Ibarra)        | 14 de noviembre | 16:00 | DirecTV Sports |
|  | Liga de Portoviejo | 2 - 1 Archivado el 17 de noviembre de 2015 en Wayback Machine. | Deportivo Azogues     |  | Reales Tamarindos        | 14 de noviembre | 16:00 | No tiene       |
|  | Manta              | 0 - 0 Archivado el 17 de noviembre de 2015 en Wayback Machine. | Fuerza Amarilla       |  | Jocay                    | 14 de noviembre | 16:00 | Oromar TV      |
|  | Macará             | 1 - 0 Archivado el 17 de noviembre de 2015 en Wayback Machine. | Olmedo                |  | Bellavista               | 15 de noviembre | 11:30 | DirecTV Sports |
|  | Deportivo Quevedo  | 2 - 0 Archivado el 17 de noviembre de 2015 en Wayback Machine. | Gualaceo              |  | 7 de Octubre             | 15 de noviembre | 16:00 | No tiene       |

|  | Técnico Universitario | 1 - 1 Archivado el 23 de noviembre de 2015 en Wayback Machine. | Deportivo Quevedo  |  | Bellavista               | 21 de noviembre | 16:00 | No tiene  |
|  | Fuerza Amarilla       | 4 - 1 Archivado el 23 de noviembre de 2015 en Wayback Machine. | Olmedo             |  | 9 de Mayo                | 21 de noviembre | 16:00 | Oromar TV |
|  | Deportivo Azogues     | 1 - 2 Archivado el 23 de noviembre de 2015 en Wayback Machine. | Macará             |  | Jorge Andrade Cantos     | 21 de noviembre | 16:00 | No tiene  |
|  | Espoli                | 2 - 1 Archivado el 23 de noviembre de 2015 en Wayback Machine. | Imbabura           |  | Olímpico (Santo Domingo) | 21 de noviembre | 16:00 | No tiene  |
|  | Delfín                | 1 - 1 Archivado el 23 de noviembre de 2015 en Wayback Machine. | Liga de Portoviejo |  | Jocay                    | 21 de noviembre | 16:00 | No tiene  |
|  | Gualaceo              | 1 - 0 Archivado el 23 de noviembre de 2015 en Wayback Machine. | Manta              |  | Gerardo León Pozo        | 21 de noviembre | 16:00 | Oromar TV |

|  | Imbabura           | 1 - 3 Archivado el 1 de diciembre de 2015 en Wayback Machine. | Técnico Universitario |  | Olímpico (Ibarra)   | 28 de noviembre | 16:00 | Oromar TV |
|  | Manta              | 8 - 0 Archivado el 1 de diciembre de 2015 en Wayback Machine. | Deportivo Azogues     |  | Jocay               | 28 de noviembre | 16:00 | Oromar TV |
|  | Olmedo             | 2 - 1 Archivado el 1 de diciembre de 2015 en Wayback Machine. | Gualaceo              |  | Olímpico (Riobamba) | 28 de noviembre | 16:00 | No tiene  |
|  | Macará             | 2 - 3 Archivado el 1 de diciembre de 2015 en Wayback Machine. | Fuerza Amarilla       |  | Los Chirijos        | 28 de noviembre | 16:00 | No tiene  |
|  | Deportivo Quevedo  | 1 - 1 Archivado el 1 de diciembre de 2015 en Wayback Machine. | Delfín                |  | 7 de Octubre        | 28 de noviembre | 16:00 | No tiene  |
|  | Liga de Portoviejo | 3 - 4 Archivado el 1 de diciembre de 2015 en Wayback Machine. | Espoli                |  | Reales Tamarindos   | 28 de noviembre | 16:00 | No tiene  |

### Asistencia por equipos
La tabla siguiente muestra la cantidad de espectadores de local que acumuló cada equipo en sus respectivos partidos. Se contabilizan las asistencias a partidos de local de cada equipo. Las estadísticas se toman de las taquillas oficiales entregadas por FEF.
| Pos  | Equipo                | Asist  | PJ | Prom    |
| ---- | --------------------- | ------ | -- | ------- |
| 1.°  | Fuerza Amarilla       | 30 080 | 11 | 2734,54 |
| 2.°  | Olmedo                | 21 432 | 11 | 1948,36 |
| 3.°  | Delfín                | 16 459 | 11 | 1496,27 |
| 4.°  | Deportivo Quevedo     | 10 126 | 11 | 920,54  |
| 5.°  | Técnico Universitario | 8052   | 11 | 732     |
| 6.°  | Macará                | 7261   | 11 | 660,09  |
| 7.°  | Gualaceo              | 7118   | 11 | 647,09  |
| 8.°  | Liga de Portoviejo    | 6575   | 11 | 597,72  |
| 9.°  | Manta                 | 5061   | 11 | 460,09  |
| 10.° | Imbabura              | 4507   | 11 | 409,72  |
| 11.° | Deportivo Azogues     | 3872   | 11 | 352     |
| 12.° | Espoli                | 1605   | 11 | 145,90  |

 Pos.=Posición; Asist.=Asistentes; P.J.=Partidos jugados.

## Tabla acumulada

### Clasificación
|  |     | Equipo                | PJ | PG | PE | PP | GF | GC | DG  | PTS |
|  | --- | --------------------- | -- | -- | -- | -- | -- | -- | --- | --- |
|  | 1.  | Delfín (C)            | 44 | 20 | 14 | 10 | 50 | 33 | +17 | 74  |
|  | 2.  | Fuerza Amarilla       | 44 | 18 | 19 | 7  | 60 | 42 | +18 | 73  |
|  | 3.  | Olmedo                | 44 | 18 | 14 | 12 | 70 | 57 | +13 | 67  |
|  | 4.  | Manta                 | 44 | 18 | 12 | 14 | 60 | 38 | +22 | 65  |
|  | 5.  | Imbabura              | 44 | 17 | 13 | 14 | 55 | 50 | +5  | 64  |
|  | 6.  | Técnico Universitario | 44 | 17 | 12 | 15 | 64 | 59 | +5  | 63  |
|  | 7.  | Gualaceo              | 44 | 17 | 9  | 18 | 56 | 55 | +1  | 60  |
|  | 8.  | Macará                | 44 | 15 | 10 | 19 | 63 | 62 | +1  | 54  |
|  | 9.  | Espoli                | 44 | 14 | 10 | 20 | 51 | 73 | −22 | 52  |
|  | 10. | Liga de Portoviejo    | 44 | 11 | 17 | 16 | 49 | 58 | −9  | 49  |
|  | 11. | Deportivo Quevedo     | 44 | 11 | 14 | 19 | 40 | 67 | −27 | 45  |
|  | 12. | Deportivo Azogues     | 44 | 10 | 12 | 22 | 41 | 65 | −24 | 42  |

Pts = Puntos; PJ = Partidos jugados; G = Partidos ganados; E = Partidos empatados; P = Partidos perdidos; GF = Goles anotados; GC = Goles recibidos; Dif = Diferencia de gol
|  | Ascendidos a la Serie A 2016.            |
|  | Descendidos a la Segunda Categoría 2016. |

### Evolución de la clasificación general
| Equipo / Fecha        | 23 | 24 | 25 | 26 | 27 | 28 | 29 | 30 | 31 | 32 | 33 | 34 | 35 | 36 | 37 | 38 | 39 | 40 | 41 | 42 | 43 | 44 |
| --------------------- | -- | -- | -- | -- | -- | -- | -- | -- | -- | -- | -- | -- | -- | -- | -- | -- | -- | -- | -- | -- | -- | -- |
| Delfín                | 2  | 2  | 1  | 1  | 1  | 1  | 1  | 1  | 1  | 1  | 1  | 1  | 1  | 1  | 1  | 1  | 1  | 1  | 1  | 1  | 1  | 1  |
| Fuerza Amarilla       | 4  | 4  | 3  | 5  | 5  | 5  | 4  | 4  | 5  | 3  | 2  | 3  | 3  | 3  | 3  | 2  | 2  | 2  | 2  | 2  | 2  | 2  |
| Olmedo                | 1  | 1  | 2  | 4  | 2  | 2  | 5  | 3  | 2  | 2  | 4  | 5  | 5  | 5  | 5  | 5  | 3  | 4  | 3  | 3  | 5  | 3  |
| Manta                 | 5  | 5  | 4  | 2  | 3  | 4  | 3  | 5  | 4  | 5  | 3  | 2  | 2  | 2  | 2  | 3  | 5  | 3  | 4  | 5  | 4  | 4  |
| Imbabura              | 3  | 3  | 5  | 3  | 4  | 3  | 2  | 2  | 3  | 4  | 5  | 4  | 4  | 4  | 4  | 4  | 4  | 5  | 5  | 4  | 3  | 5  |
| Técnico Universitario | 6  | 6  | 6  | 6  | 6  | 7  | 6  | 6  | 7  | 6  | 7  | 6  | 6  | 6  | 7  | 6  | 7  | 6  | 6  | 6  | 6  | 6  |
| Gualaceo              | 7  | 8  | 7  | 7  | 8  | 8  | 8  | 7  | 8  | 8  | 8  | 8  | 8  | 7  | 6  | 7  | 6  | 7  | 7  | 7  | 7  | 7  |
| Macará                | 8  | 7  | 8  | 8  | 7  | 6  | 7  | 8  | 6  | 7  | 6  | 7  | 7  | 8  | 8  | 8  | 8  | 8  | 8  | 8  | 8  | 8  |
| Espoli                | 9  | 9  | 9  | 9  | 9  | 9  | 9  | 9  | 9  | 9  | 10 | 10 | 9  | 9  | 9  | 9  | 10 | 10 | 10 | 10 | 10 | 9  |
| Liga de Portoviejo    | 11 | 11 | 10 | 10 | 11 | 11 | 11 | 11 | 11 | 11 | 11 | 11 | 11 | 11 | 10 | 10 | 9  | 9  | 9  | 9  | 9  | 10 |
| Deportivo Quevedo     | 10 | 10 | 11 | 11 | 10 | 10 | 10 | 10 | 10 | 10 | 9  | 9  | 10 | 10 | 11 | 11 | 11 | 11 | 12 | 11 | 11 | 11 |
| Deportivo Azogues     | 12 | 12 | 12 | 12 | 12 | 12 | 12 | 12 | 12 | 12 | 12 | 12 | 12 | 12 | 12 | 12 | 12 | 12 | 11 | 12 | 12 | 12 |

### Campeón
|                                                                 |
|                                                                 |
| Delfín Sporting Club 2.° título Ascendió a la Serie A           |
| También ascendió Fuerza Amarilla Sporting Club como subcampeón. |

## Goleadores
- Actualizado el 3 de diciembre de 2015

| Jugador             | Equipo                | Goles | Penalti |
| ------------------- | --------------------- | ----- | ------- |
| 1. Wagner Valencia  | Gualaceo              | 19    | 2       |
| 2. Héctor Penayo    | Técnico Universitario | 18    | 3       |
| 3. Julián Mina      | Fuerza Amarilla       | 15    | 2       |
| 4. Michael Estrada  | Macará                | 13    | 0       |
| 5. Waldemar Acosta  | Fuerza Amarilla       | 12    | 0       |
| 6. Leandro Pantoja  | Imbabura              | 12    | 3       |
| 7. Jacson Pita      | Olmedo                | 12    | 2       |
| 8. Néstor Guerrero  | Gualaceo              | 11    | 3       |
| 9. Álvaro Navarro   | Olmedo                | 11    | 2       |
| 10. Diego Vázquez   | Imbabura              | 11    | 0       |
| 11. Jhon Cifuente   | Macará                | 11    | 0       |
| 12. Marcos Romero   | Olmedo                | 11    | 0       |
| 13. Diego Hurtado   | Olmedo                | 10    | 0       |
| 14. Geovanny Macías | Delfín                | 10    | 0       |
| 15. Ángel Ledesma   | Macará                | 9     | 2       |